# Conostigmus canadensis
Conostigmus canadensis är en stekelart som först beskrevs av William Harris Ashmead 1888.  Conostigmus canadensis ingår i släktet Conostigmus och familjen trefåresteklar. Inga underarter finns listade i Catalogue of Life.